# Robert C. Hendrickson

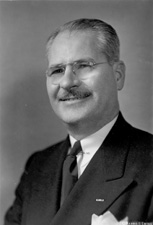
Robert C. Hendrickson

Robert Clymer Hendrickson, född 12 augusti 1898 i Woodbury, New Jersey, död 7 december 1964 i Woodbury, New Jersey, var en amerikansk republikansk politiker och diplomat. Han representerade delstaten New Jersey i USA:s senat 1949-1955.
Hendrickson deltog i första världskriget i USA:s armé. Han gifte sig 1919 med Olga Bonsal. Paret fick fyra döttrar och en son.
Hendrickson avlade 1922 juristexamen vid Temple University och arbetade sedan som advokat i New Jersey. Han var ledamot av delstatens senat 1934-1940 och delstatens finansminister (New Jersey State Treasurer) 1942-1948. Han deltog i andra världskriget och befordrades 1944 till överstelöjtnant.
Senator Albert W. Hawkes kandiderade inte till omval efter en mandatperiod i senaten. Hendrickson besegrade demokraten Archibald S. Alexander i senatsvalet 1948 och efterträdde Hawkes som senator för New Jersey i januari 1949. Han efterträddes sex år senare av partikamraten Clifford P. Case.
Hendrickson var USA:s ambassadör i Nya Zeeland 1955-1956. Hans grav finns på Eglington Cemetery i Gloucester County, New Jersey.